# Cadzand

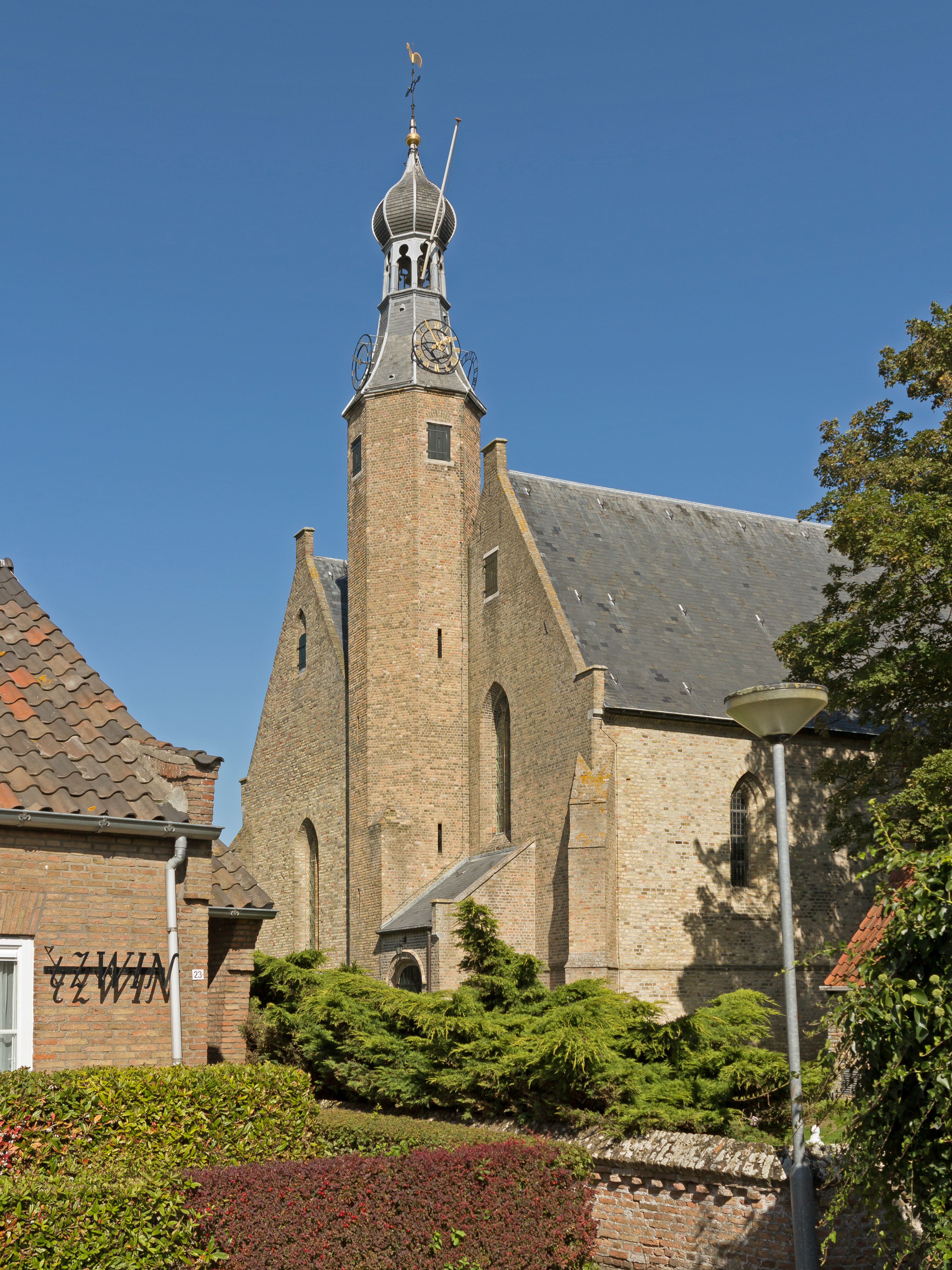
Kirche: de Mariakerk

Cadzand (westflämisch Kezand) ist ein Ort in der niederländischen Region Zeeuws Vlaanderen an der Grenze zu Belgien. Er hat 685 Einwohner. Seit der Gemeindereform 2003 ist Cadzand Teil der Gemeinde Sluis. Sluis ist Teil der Provinz Zeeland.
An der Küste entlang nach Breskens gibt es einen Radweg.

## Ortsteile
Cadzand besteht aus den Ortsteilen Cadzand-Bad und Cadzand-Dorf.

### Cadzand-Dorf
Cadzand-Dorf liegt ungefähr zwei Kilometer landeinwärts. Es ist ein früh-mittelalterliches Ringdorf, das rund um die früh-gotische Mariakerk aus dem Anfang des 14. Jahrhunderts gebaut wurde. Die Kirche wurde mehrmals restauriert und im 17. Jahrhundert im Zuge der Reformation von den Reformierten übernommen. Es handelt sich um eine Hallenkirche mit Doppelschiff, in welcher der Übergang vom Romanischen Stil zur Gotik noch zu sehen ist. Der ursprüngliche große Turm wurde 1677 abgebrochen und durch einen hölzernen Dachreiter ersetzt. 1930 wurde der heutige Zwiebelturm gebaut. Das Aussehen des Dorfes wird immer noch bestimmt durch alte, interessante Giebel mit dem Lebensbaum im Oberlicht der Türe sowie durch die noch im Betrieb befindliche Mühle „Nooitgedacht“.

## Geschichte
Cadzand (früher Cadesant) zählt zu den ältesten Niederlassungen von Zeeuws Vlaanderen. Es war gelegen auf einer Insel in der Nähe des Zwin und wurde umgeben von einem Deich. Im Gebiet des heutigen Cadzand gab es zunächst nur Groden und Priele, die sich in dem ständig aufs Neue überströmten Gebiet gebildet hatten.
Die Gegend war damals noch sehr dünn besiedelt und die Menschen, die hier wohnten, werden daher mit Recht als Pioniere des Ackerbaus angesehen, sie waren also Bauern. Sie haben – größtenteils mit blanken Händen – mehr und mehr Polder eingedeicht und dem Meer Land abgerungen. So bildete sich im Laufe vieler Generationen die Polderlandschaft, in der – überall verteilt – große Bauerngehöfte entstanden.
Die Ansiedlung Cadesant wird in schriftlichen Überlieferungen zum ersten Mal im Jahre 1111 erwähnt. Ihr Name ist wahrscheinlich auf das Wort „Cade“ zurückzuführen, was man mit „kleiner Deich“ übersetzen könnte. Ganz bestimmt hat ein System von Wällen und Deichen die Insel, auf der Cadesant begründet wurde, vor Überschwemmungen geschützt. Die Gründung der kleinen Ansiedlung wie auch der Bau einer Kapelle oder Kirche war danach die logische Folge.
Die Schlacht von Cadzand im Jahr 1337 war eine kleine Schlacht im Hundertjährigen Krieg. Bei dieser Schlacht überfielen die Engländer die kleine flämische Insel Cadzand in der Absicht, eine Reaktion der ortsansässigen Garnison zu provozieren. Durch den einfachen Sieg hoffte Edward III. die Moral in England und die seiner Verbündeten auf dem europäischen Festland zu erhöhen.
Auf einer Landkarte aus dem 14. Jahrhundert findet man eine „Insel von Catsant“. Bei den Deichdurchbrüchen 1394 und 1398 ging ein großer Teil des „Eiland van Cadzand“ verloren.
Zwar wuchs die Insel durch weitere Eindeichungen, doch musste sich die begrenzte Anzahl der dort siedelnden Menschen von Zeit zu Zeit heftig gegen die immer wieder eindringenden Wasserfluten zur Wehr setzen. Einer der schwersten Rückschläge wurde durch die Allerheiligenflut von 1570 verursacht. Auch die Ereignisse des Achtzigjährigen Krieges gingen nicht spurlos an Cadzand vorüber. Unter anderem wurden 1584 alle Scheunen und Häuser, die im Laufe der Jahre entstanden waren, geplündert und in Brand gesteckt. Sturmfluten und Überschwemmungen in den folgenden Jahren machten den Schaden noch ärger.
Nach dem Frieden von Münster im Jahre 1648 jedoch war die Insel Cadzand – so wurde sie nämlich inzwischen genannt – wieder die Kornkammer der Region, die sie vordem auch gewesen war.
Nach Cadzand, Herkunftsort seiner Vorfahren, ist der Humanist, Ireniker und Kirchenhistoriker Joris van Cadzand alias Georgius Cassander (1513–1566) benannt. Als die Hugenotten im Jahre 1650 aus Frankreich vertrieben wurden, haben sie sich in großer Zahl in der Gegend um Cadzand angesiedelt und sind hier Bauern geworden. Davon zeugen noch heute im gesamten West Zeeuws Vlaanderen eine Reihe französischer Namen.
Jahrhunderte sind inzwischen vorbeigegangen und durch weitere Eindeichungen sind die verschiedenen Inseln der Umgebung miteinander zu größeren Einheiten verbunden worden. Auch das Dorf Cadzand wuchs zu einem typischen West Zeeuwsvlandrischen Ackerbau-Dorf heran.
Nach 1900 bekam Cadzand einen völlig anderen Charakter. Cadzand-Dorf, Cadzand-Bad und Cadzand-Hafen wurden zu einer Gemeinde zusammengefasst.
Vor dem Zweiten Weltkrieg verliefen in Cadzand die Eisenbahngleise bis zum 'Haventje' am Strand. Ursprünglich wurde das Eisenbahnnetz  errichtet, um Zuckerrüben zu den Zuckerfabriken zu transportieren, und da es nun einmal bestand, wurde es dann auch für den Personentransport genutzt.
Während der deutschen Besetzung wurde die Bahn von den Deutschen beschlagnahmt und zur Anfuhr von Baumaterialien (Sand, Kies, Zement, Stacheldraht und Holz) und natürlich zum Transport der Menschen, die es verarbeiten mussten, genutzt. Damit wurden dann Bunker für die Verteidigung der Küstenlinie gebaut. Nach dem Krieg wurde der Zugverkehr durch den Einsatz von Bussen ersetzt. Für die Eisenbahnschienen hatte man nun keine Verwendung mehr. Sie wurden entfernt und ins Ausland verkauft.
Cadzand war bis zur regionalen Neuorganisation im Jahre 1970 eine selbständige Gemeinde mit ca. 960 Einwohnern.
Am Anfang des 20. Jahrhunderts entstand an der Küste der Ortsteil Cadzand-Hafen. Danach bildete sich durch Zunahme der Strand-Erholung der Ortsteil Cadzand-Bad.

## Sehenswürdigkeiten
- Die evangelische Mariakerk (Marienkirche) ist eine zweischiffige Hallenkirche aus gelbem flämischem Backstein. Das südliche Kirchenschiff wurde vermutlich zwischen 1200 und 1225 erbaut. Das nördliche Kirchenschiff stammt aus der Zeit zwischen 1325 und 1350. Der Stil ist überwiegend frühgotisch, besser bekannt als Schelder Gotik. Die schweren Säulen sind romanischen Ursprungs. Die Kirche besaß einen hohen, massiven Turm, den so genannten Saint-Lambert-Turm, der zusammen mit dem Vlissinger Kirchturm die Mautgrenze der Westerschelde markierte. Die Marienkirche ist die älteste Kirche in Zeeuws-Vlaanderen.
- Windmühle „Nooitgedacht“ am Ortseingang, aus dem Jahr 1898, ist eine runde Glockenmühle aus Stein, die als Getreidemühle genutzt wurde. Nach einem Brand 1974 konnte die Mühle 1977 wieder in Betrieb genommen werden. Die Nooitgedacht kann jeden Mittwoch und Sonntag besucht werden.
- Windmühle „Aalbregtse“ ist ein Mühlenrumpf am Badhuisweg und wurde 1848 errichtet. Nach einer Demontage der Mühle wurde das Gebäude als Erholungshaus umgebaut und mit einer kuriosen Plattform versehen. Das markante Bauwerk hat keinen Denkmalstatus.

## Fossilfundort

Kleiner Haizahn vom Strand, Cadzand-Bad

Die Strände bei Cadzand-Bad sind als gute Fundstelle von Haizähnen aus dem Neogen und Paläogen bekannt. Durch den Gezeitenstrom und den Strom der Westerschelde werden auf dem Meeresboden vor der Küste Schichten abgetragen, die Fossilien (Haizähne, Rochenzähne, andere Fischzähne) sowie Muscheln, Zähne und Wirbel von Fischen und Walen, Krabbenteile, Knochen von Säugetieren und Vögeln enthalten. Diese werden dann durch die Gezeiten an den Stränden angespült. Daneben werden gelegentlich in den Wintermonaten die für den Tourismus wichtigen Strände aufgespült, um sie zu erhöhen. Das Material dazu stammt aus der Westerschelde. Abhängig davon, welche Schichten angesaugt werden, gelangt ebenfalls fossiles Material mit dem Sand auf die Strände.